# Armada Continental
La Armada Continental (en inglés: Continental Navy) fue la armada de las Trece Colonias (después Estados Unidos) durante la Guerra de Independencia de los Estados Unidos. Fundada el 13 de octubre de 1775, la flota se convirtió en una fuerza relativamente sustancial durante la Guerra de Independencia, debido en parte a los esfuerzos sustanciales de los patrocinadores de la Armada Continental dentro del Congreso Continental. Estos patrocinadores del Congreso incluían a personas como John Adams, quien sirvió como presidente del Comité Naval hasta 1776, cuando el comodoro Esek Hopkins recibió instrucciones del Congreso Continental para asumir el mando de la fuerza.
La fuerza inicial estaba formada por varios mercantes convertidos como consecuencia de la falta de fondos disponibles para su uso por la marina, que los primeros líderes estadounidenses consideraban de importancia secundaria en medio de una guerra terrestre con Gran Bretaña. La Armada Continental tuvo un éxito variable en sus objetivos principales de interceptar envíos de material británico e interrumpir el comercio marítimo británico, teniendo éxito sólo en circunstancias limitadas y, en última instancia, teniendo poco impacto en el resultado de la guerra. Sin embargo, la flota sirvió para resaltar ejemplos de determinación continental y reforzar la moral estadounidense, en particular, lanzando al capitán John Barry al centro de atención. Además, proporcionó la experiencia necesaria para la primera generación de oficiales estadounidenses, que luego pasaron a comandar la primera Armada de los Estados Unidos. Con la victoria del Ejército Continental en la Guerra Revolucionaria, la marina se disolvió y se vendieron los pocos barcos y activos que le quedaban. El último barco, el Alliance, fue subastado en 1785 a un postor privado.
La Armada Continental fue la primera precursora de lo que hoy es la moderna Armada de los Estados Unidos.

## Historia

### Creación
Fue George Washington el primero en advertir al Congreso de la urgente necesidad de crear una Armada. 

"Lo que digo es tan cierto como que la noche sucede al día, que sin una contundente fuerza naval no podremos hacer nada concluyente, y con ella... todo será honorable y glorioso."
George Washington

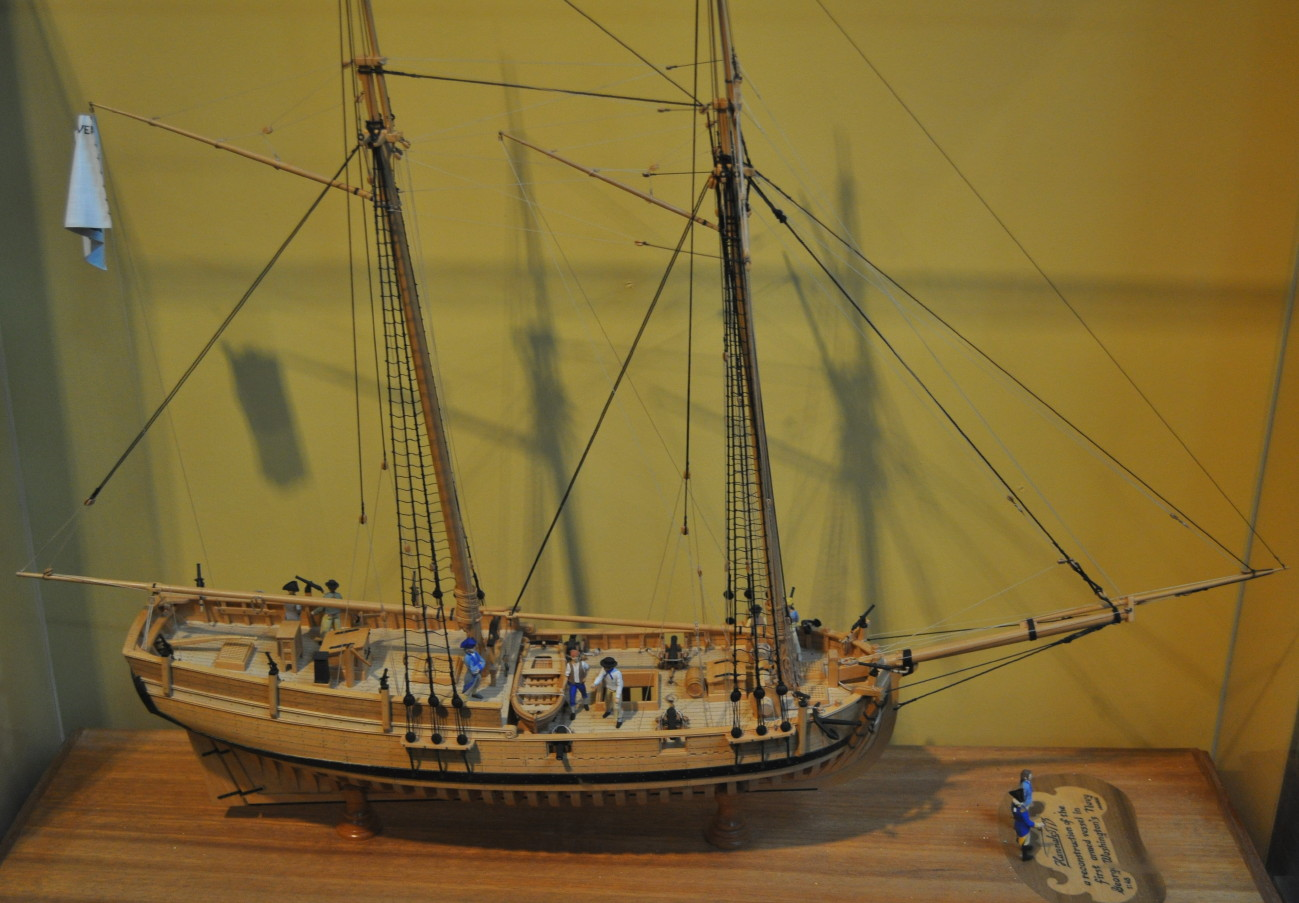
La goleta Hannah, armada con 4 cañones de a 4 libras. Fue mandada construir por George Washington y pagada de su bolsillo.

La petición venía motivada principalmente por la necesidad de interceptar a los británicos suministros, armas y municiones ya que mantenían a la ciudad de Boston bajo una férrea ley marcial. Tan decidido estaba George Washington que, tras informar al Congreso, asumió el mando de varios barcos para este propósito. Uno de estos barcos, la goleta Hannah, fue pagada de su propio bolsillo y otros fueron aportados por los gobiernos independientes de algunas colonias.
El primer movimiento oficial para la creación de una Armada surgió de la Asamblea General de Rhode Island cuya colonia se veía seriamente perjudicada por el acoso que la Royal Navy sometía a los barcos que transportaban mercancía. El 26 de agosto de 1775, se firmó una resolución "para la construcción de una Flota Continental de fuerza suficiente para la protección de estas colonias y para emplearla del modo y manera que con más efectividad desconcierte a nuestros enemigos".
La medida tuvo también sus duros detractores quienes argumentaban que era "la idea más disparatada del mundo" ya que estaban hablando de enfrentarse a la Royal Navy, la más poderosa flota del momento, lo que sería un desperdicio inútil de recursos. 
Sin embargo el proyecto salió adelante y el 13 de octubre de 1775, el Congreso Continental de Philadelphia, autorizó la adquisición de dos buques armados para organizar una expedición contra barcos mercantes ingleses. Esta fecha es considerada oficialmente como el día de creación de la Armada Continental. Del mismo modo, unos días más tarde, el 10 de noviembre de 1775 el Congreso Continental aprobó una resolución para el alistamiento de dos batallones de Marines que sirvieran junto a la flota convirtiéndose así en la fecha de nacimiento del Cuerpo de Marines de los Estados Unidos.
John Adams fue el encargado de redactar sus primeros reglamentos los cuales se aprobaron el 28 de noviembre de 1775 y se mantuvieron en vigor a lo largo de toda la Revolución. El 13 de diciembre se autorizó un plan para, además de reconvertir barcos o adquirirlos, se construyeran 13 fragatas que deberían estar dispuestas en los tres meses siguientes.

### Bandera

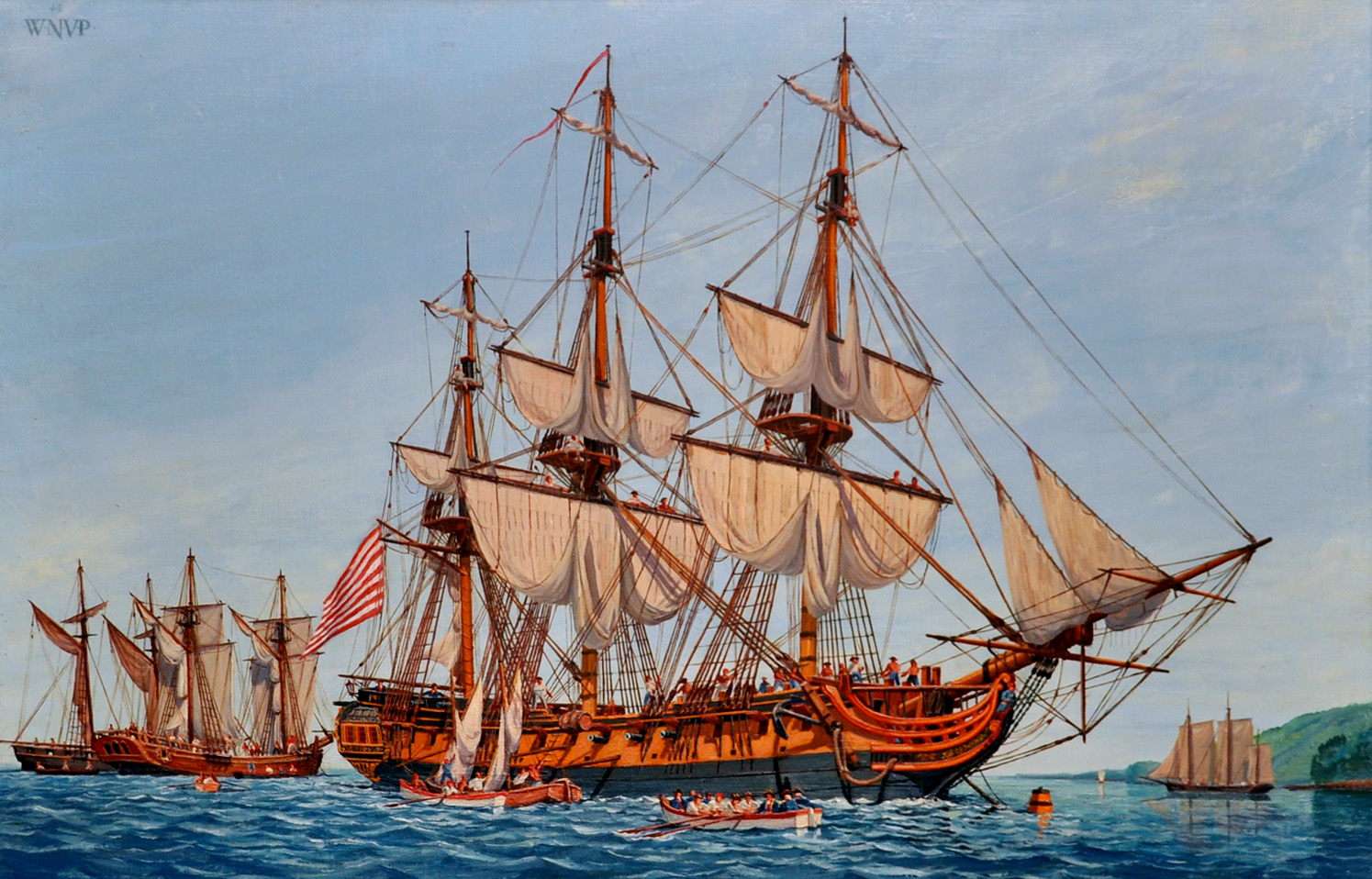
La USS Confederacy, una fragata de 36 cañones; con la primera insignia de la Armada Continental.

A finales de 1775, el comodoro Esek Hopkins implantó una serie de banderas de señales así como una insignia naval para la flota. El diseño exacto de bandera no se conoce y se piensa, que lo más probable, es que fuera un diseño simplificado de la Grand Union Flag (considerada la primera bandera de los Estados Unidos), dejándola simplemente con 13 barras horizontales rojas y blancas que representan las Trece Colonias. Sin embargo, la insignia tradicional ha sido siempre representada además con una serpiente de cascabel junto al lema "Dont Tread on Me" (No me pisotees) como clara advertencia a que es mejor no provocarla. Esta tradición data de al menos 1880 cuando de este modo apareció en el influyente libro History of the Flag of the United States demostrándose posteriormente que este diseño en realidad nunca existió.
Lo más probable es que la inclusión de la serpiente y el lema vinieron inspirada por la Bandera de Gadsden y a pesar del error, esta insignia sigue considerándose tradicionalmente como el emblema oficial de la Armada Continental.

### Acciones y resultados

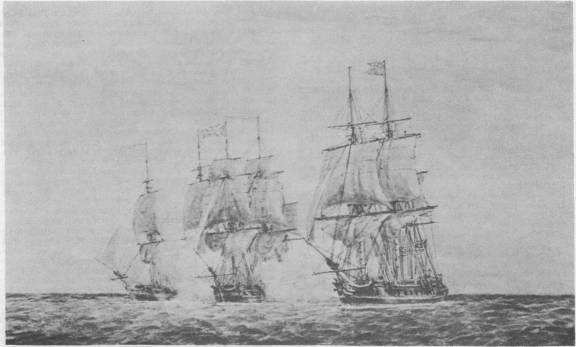
Las fragatas de la Armada Continental Hancock y Boston capturan la fragata británica HMS Fox, 7 de junio de 1777

El plan de construcción de las 13 fragatas que debían conformar el cuerpo principal de la Armada Continental era como sigue:
- Cinco de 32 cañones: Hancock, Raleigh,  Randolph, Warren, y Washington.
- Cinco de 28 cañones: Effingham, Montgomery, Providence, Trumble, y Virginia
- Tres de 24 cañones:  Boston, Congress, and Delaware

Su efectividad fue muy limitada al verse ampliamente superados por la poderosa Royal Navy y la mayoría fueron capturados o hundidos antes de 1781.
Sólo ocho de las trece fragatas llegaron a hacerse a la mar. El Washington, Effingham, Congress, y  el Montgomery tuvieron que ser encallados o quemados antes de su botadura para evitar que cayera en manos inglesas. Y el USS Virginia trató de romper el bloqueo británico en varias ocasiones pero finalmente tuvo que rendirse a los buques ingleses HMS Emerald y Conqueror.
El resto de barcos que componían la Armada, salvo escasas acciones de combate esporádicas, se ocuparon principalmente de proteger el comercio propio y entorpecer el de los ingleses. 
Quizás, una de las acciones más notables fue la llevada a cabo por el Hancock que consiguió capturar dos barcos mercantes además del buque británico de 28 cañones HMS Fox. Sin embargo, unos días más tarde, el Hancock sería capturado y reconvertido en barco británico.
Habría que destacar también el papel jugado por los Corsarios con un total de más de 2.000 patentes de corso concedidas de las cuales 1.697 fueron expedidas por el Congreso y el resto por estados independientes y agentes americanos en Europa y Caribe. La agencia de seguros Lloyd's de Londres estimó que 2.208 barcos británicos fueron apresados por corsarios yanquis con un coste de aproximadamente 66 millones de dólares, una cifra nada desdeñable para la época.
La Armada Continental colaboró en varias ocasiones con los franceses, en guerra con los británicos desde 1778, y junto a la Armada francesa participaron en algunas acciones contra los ingleses. Ocurrió por ejemplo en 1779 cuando una armada conjunta hispano-francesa cuyo objetivo era la invasión de Inglaterra, contó con la colaboración de una pequeña flota de la Armada Continental, en su mayoría formada por barcos franceses, pero comandada por John Paul Jones el primer teniente que tuvo la Armada de las colonias. La función de esta flotilla era realizar una maniobra de distracción por las costas de Irlanda mientras la gran flota llevaba a cabo la invasión por otro punto. Aunque la invasión acabó en fracaso, John Paul Jones realizó varias incursiones por pueblos costeros que incrementaron su fama.    

### El fin de la Armada Continental
De los aproximadamente 65 buques entre construidos, alquilados, reconvertidos o capturados que sirvieron alguna vez en la Armada Continental sólo 11 sobrevivieron a la guerra. En 1783, con el Tratado de París, se puso fin a las guerras revolucionarias y en 1785 la Armada Continental fue disuelta y los barcos vendidos.